# Meskó Sándor
Csanádi Meskó Sándor Béla (Makó, 1842. december 7. – Makó, 1925. július 29.) Csanád vármegye főispánja.

## Életpályája
Édesapja, Meskó János (1802–1892) Csanád vármegye tiszti főorvosa, édesanyja Szenkovits Erzsébet volt. A középiskolát a fővárosi piaristáknál, egyetemi tanulmányait pedig a pesti egyetem jogi karán végezte el. 1865-től volt Csanád vármegye ügyvédje. 1867-től esküdt, majd főszolgabíró lett. 1869-ig a járásbírói munkákat is elvégezte. 1869–1876 között a makói törvényszék ügyészeként dolgozott. 1876 tavaszán Szabadkára került, májusban megválasztották Csanád vármegye alispánjává, 1901-ben a főispáni székbe került. 1905. november 8-án lemondott főispáni tisztségéről, és visszavonult a közélettől. 1909–1921 között a vármegye közigazgatási bizottságának tagja volt.
Fontos szerepe volt a marosi híd (1878), a vasutak (1883, 1903), a vármegyei árvaház (1894), a Makói József Attila Gimnázium (1895), az apátfalvi közúti híd (1895), a pénzügyi igazgatóság (1898), a színház (1903) és a magyarcsanádi vasúti híd (1903) felépítésében.
Makón 1900-ban utcát neveztek el róla.
Sírja a makói római katolikus temetőben található.

## Díjai, kitüntetései
- királyi tanácsosi cím (1879)
- Vaskorona-rend III. osztálya (1896)
- Makó város díszpolgára (1901)